# Saison 1994-1995 de la LNH
Saison précédente Saison suivante
La saison 1994-1995 est la 78e saison régulière de la Ligue nationale de hockey. Vingt-six équipes ont joué chacune 48 matchs. La saison régulière est écourtée à cause d'un lock-out de 103 jours qui prend fin le 11 janvier 1995. La saison débute finalement neuf jours plus tard. les Red Wings de Détroit remportent la saison régulière mais sont battus en quatre matchs par les Devils du New Jersey en finale de la Coupe Stanley.

## Saison régulière
C'est la dernière saison des Nordiques de Québec qui déménagent à Denver dans le Colorado et prennent le nom d'Avalanche du Colorado la saison suivante. 
C'est la première saison où les matchs sont télévisés par la chaîne Fox. Ils gardent les droits jusqu'à fin 1999. Afin de permettre à tout le monde de mieux suivre les matchs à la télévision, la chaîne développe et met en place un système nommé FoxTrax qui permet, par l'intermédiaire d'un circuit imprimé à l'intérieur du palet, de faire un halo de couleur autour de celui-ci sur les images. Les fans de la première heure ne comprennent pas l'intérêt d'un tel dispositif puisqu'« il ne doit pas être si compliqué de suivre un palet noir sur de la glace blanche ».[réf. nécessaire]

### Classements finaux
- * Les franchises qualifiées pour les séries éliminatoires sont indiquées dans des lignes de couleur.

| Clt   | Équipe                 | Division   | PJ | V  | D  | N | BP  | BC  | Pts |
| ----- | ---------------------- | ---------- | -- | -- | -- | - | --- | --- | --- |
| +001, | Nordiques de Québec    | Nord-Est   | 48 | 30 | 13 | 5 | 185 | 135 | 65  |
| +002, | Penguins de Pittsburgh | Nord-Est   | 48 | 29 | 16 | 3 | 181 | 158 | 61  |
| +003, | Flyers de Philadelphie | Atlantique | 48 | 28 | 16 | 4 | 150 | 132 | 60  |
| +004, | Bruins de Boston       | Nord-Est   | 48 | 27 | 18 | 3 | 150 | 127 | 57  |
| +005, | Devils du New Jersey   | Atlantique | 48 | 22 | 18 | 8 | 136 | 121 | 52  |
| +006, | Capitals de Washington | Atlantique | 48 | 22 | 18 | 8 | 136 | 120 | 52  |
| +007, | Sabres de Buffalo      | Nord-Est   | 48 | 22 | 19 | 7 | 130 | 119 | 51  |
| +008, | Rangers de New York    | Atlantique | 48 | 22 | 23 | 3 | 139 | 134 | 47  |
| +009, | Panthers de la Floride | Atlantique | 48 | 20 | 22 | 6 | 115 | 127 | 46  |
| +010, | Whalers de Hartford    | Nord-Est   | 48 | 19 | 24 | 5 | 127 | 141 | 43  |
| +011, | Canadiens de Montréal  | Nord-Est   | 48 | 18 | 23 | 7 | 125 | 148 | 43  |
| +012, | Lightning de Tampa Bay | Atlantique | 48 | 17 | 28 | 3 | 120 | 144 | 37  |
| +013, | Islanders de New York  | Atlantique | 48 | 15 | 28 | 5 | 126 | 158 | 35  |
| +014, | Sénateurs d'Ottawa     | Nord-Est   | 48 | 9  | 34 | 5 | 117 | 174 | 23  |

| Clt   | Équipe                 | Division  | PJ | V  | D  | N  | BP  | BC  | Pts |
| ----- | ---------------------- | --------- | -- | -- | -- | -- | --- | --- | --- |
| +001, | Red Wings de Détroit   | Centrale  | 48 | 33 | 11 | 4  | 180 | 117 | 70  |
| +002, | Blues de Saint-Louis   | Centrale  | 48 | 28 | 15 | 5  | 178 | 135 | 61  |
| +003, | Flames de Calgary      | Pacifique | 48 | 24 | 17 | 7  | 163 | 135 | 55  |
| +004, | Blackhawks de Chicago  | Centrale  | 48 | 24 | 19 | 5  | 156 | 115 | 53  |
| +005, | Maple Leafs de Toronto | Centrale  | 48 | 21 | 19 | 8  | 135 | 146 | 50  |
| +006, | Canucks de Vancouver   | Pacifique | 48 | 18 | 18 | 12 | 153 | 148 | 48  |
| +007, | Sharks de San José     | Pacifique | 48 | 19 | 25 | 4  | 129 | 161 | 42  |
| +008, | Stars de Dallas        | Centrale  | 48 | 17 | 23 | 8  | 136 | 135 | 42  |
| +009, | Kings de Los Angeles   | Pacifique | 48 | 16 | 23 | 9  | 142 | 174 | 41  |
| +010, | Jets de Winnipeg       | Centrale  | 48 | 16 | 25 | 7  | 157 | 177 | 39  |
| +011, | Oilers d'Edmonton      | Pacifique | 48 | 17 | 27 | 4  | 136 | 183 | 38  |
| +012, | Mighty Ducks d'Anaheim | Pacifique | 48 | 16 | 27 | 5  | 125 | 164 | 37  |

- Champion de la saison régulière
- Qualifié pour les séries éliminatoires

### Meilleurs pointeurs
| Joueur         | Équipe                  | PJ | B  | A  | Pts | Pun |
| -------------- | ----------------------- | -- | -- | -- | --- | --- |
| Jaromír Jágr   | Pittsburgh              | 48 | 32 | 38 | 70  | 37  |
| Eric Lindros   | Philadelphie            | 46 | 29 | 41 | 70  | 60  |
| Alexei Zhamnov | Winnipeg                | 48 | 30 | 35 | 65  | 20  |
| Joe Sakic      | Québec                  | 47 | 19 | 43 | 62  | 30  |
| Ron Francis    | Pittsburgh              | 44 | 11 | 48 | 59  | 18  |
| Theoren Fleury | Calgary                 | 47 | 29 | 29 | 58  | 112 |
| Paul Coffey    | Détroit                 | 45 | 14 | 44 | 58  | 72  |
| Mikael Renberg | Philadelphie            | 47 | 26 | 31 | 57  | 20  |
| John LeClair   | Montréal / Philadelphie | 46 | 26 | 28 | 54  | 20  |
| Mark Messier   | Rangers                 | 46 | 14 | 39 | 53  | 40  |

## Séries éliminatoires de la Coupe Stanley

### Tableau récapitulatif
|  | Quarts de finale d'association | Quarts de finale d'association | Quarts de finale d'association |   |                        | Demi-finales d'association | Demi-finales d'association | Demi-finales d'association |  |   | Finales d'association  | Finales d'association | Finales d'association |  |   | Finale de la Coupe Stanley | Finale de la Coupe Stanley | Finale de la Coupe Stanley |
|  |                                |                                |                                |   |                        |                            |                            |                            |  |   |                        |                       |                       |  |   |                            |                            |                            |
|  | 1                              | Nordiques de Québec            | 2                              |   |                        |                            |                            |                            |  |   |                        |                       |                       |  |   |                            |                            |                            |
|  | 8                              | Rangers de New York            | 4                              |   |                        |                            |                            |                            |  |   |                        |                       |                       |  |   |                            |                            |                            |
|  | 8                              | Rangers de New York            | 4                              |   | 8                      | Rangers de New York        | 0                          |                            |  |   |                        |                       |                       |  |   |                            |                            |                            |
|  |                                |                                |                                |   | 8                      | Rangers de New York        | 0                          |                            |  |   |                        |                       |                       |  |   |                            |                            |                            |
|  |                                | 2                              | Flyers de Philadelphie         | 4 |                        |                            |                            |                            |  |   |                        |                       |                       |  |   |                            |                            |                            |
|  | 2                              | 2                              | Flyers de Philadelphie         | 4 | Flyers de Philadelphie | 4                          |                            |                            |  |   |                        |                       |                       |  |   |                            |                            |                            |
|  | 2                              |                                |                                |   | Flyers de Philadelphie | 4                          |                            |                            |  |   |                        |                       |                       |  |   |                            |                            |                            |
|  | 7                              | Sabres de Buffalo              | 1                              |   |                        |                            |                            |                            |  |   |                        |                       |                       |  |   |                            |                            |                            |
|  | 7                              | Sabres de Buffalo              | 1                              |   |                        |                            |                            |                            |  | 2 | Flyers de Philadelphie | 2                     |                       |  |   |                            |                            |                            |
|  | Association Prince de Galles   |                                |                                |   |                        |                            |                            |                            |  | 2 | Flyers de Philadelphie | 2                     |                       |  |   |                            |                            |                            |
|  |                                | 5                              | Devils du New Jersey           | 4 |                        |                            |                            |                            |  |   |                        |                       |                       |  |   |                            |                            |                            |
|  | 3                              | 5                              | Devils du New Jersey           | 4 | Penguins de Pittsburgh | 4                          |                            |                            |  |   |                        |                       |                       |  |   |                            |                            |                            |
|  | 3                              |                                |                                |   | Penguins de Pittsburgh | 4                          |                            |                            |  |   |                        |                       |                       |  |   |                            |                            |                            |
|  | 6                              | Capitals de Washington         | 3                              |   |                        |                            |                            |                            |  |   |                        |                       |                       |  |   |                            |                            |                            |
|  | 6                              | Capitals de Washington         | 3                              |   | 3                      | Penguins de Pittsburgh     | 1                          |                            |  |   |                        |                       |                       |  |   |                            |                            |                            |
|  |                                |                                |                                |   | 3                      | Penguins de Pittsburgh     | 1                          |                            |  |   |                        |                       |                       |  |   |                            |                            |                            |
|  |                                | 5                              | Devils du New Jersey           | 4 |                        |                            |                            |                            |  |   |                        |                       |                       |  |   |                            |                            |                            |
|  | 4                              | 5                              | Devils du New Jersey           | 4 | Bruins de Boston       | 1                          |                            |                            |  |   |                        |                       |                       |  |   |                            |                            |                            |
|  | 4                              |                                |                                |   | Bruins de Boston       | 1                          |                            |                            |  |   |                        |                       |                       |  |   |                            |                            |                            |
|  | 5                              | Devils du New Jersey           | 4                              |   |                        |                            |                            |                            |  |   |                        |                       |                       |  |   |                            |                            |                            |
|  | 5                              | Devils du New Jersey           | 4                              |   |                        |                            |                            |                            |  |   |                        |                       |                       |  | 5 | Devils du New Jersey       | 4                          |                            |
|  |                                |                                |                                |   |                        |                            |                            |                            |  |   |                        |                       |                       |  | 5 | Devils du New Jersey       | 4                          |                            |
|  |                                | 1                              | Red Wings de Détroit           | 0 |                        |                            |                            |                            |  |   |                        |                       |                       |  |   |                            |                            |                            |
|  | 1                              | 1                              | Red Wings de Détroit           | 0 | Red Wings de Détroit   | 4                          |                            |                            |  |   |                        |                       |                       |  |   |                            |                            |                            |
|  | 1                              |                                |                                |   | Red Wings de Détroit   | 4                          |                            |                            |  |   |                        |                       |                       |  |   |                            |                            |                            |
|  | 8                              | Stars de Dallas                | 1                              |   |                        |                            |                            |                            |  |   |                        |                       |                       |  |   |                            |                            |                            |
|  | 8                              | Stars de Dallas                | 1                              |   | 1                      | Red Wings de Détroit       | 4                          |                            |  |   |                        |                       |                       |  |   |                            |                            |                            |
|  |                                |                                |                                |   | 1                      | Red Wings de Détroit       | 4                          |                            |  |   |                        |                       |                       |  |   |                            |                            |                            |
|  |                                | 7                              | Sharks de San José             | 0 |                        |                            |                            |                            |  |   |                        |                       |                       |  |   |                            |                            |                            |
|  | 2                              | 7                              | Sharks de San José             | 0 | Flames de Calgary      | 3                          |                            |                            |  |   |                        |                       |                       |  |   |                            |                            |                            |
|  | 2                              |                                |                                |   | Flames de Calgary      | 3                          |                            |                            |  |   |                        |                       |                       |  |   |                            |                            |                            |
|  | 7                              | Sharks de San José             | 4                              |   |                        |                            |                            |                            |  |   |                        |                       |                       |  |   |                            |                            |                            |
|  | 7                              | Sharks de San José             | 4                              |   |                        |                            |                            |                            |  | 1 | Red Wings de Détroit   | 4                     |                       |  |   |                            |                            |                            |
|  | Association Campbell           |                                |                                |   |                        |                            |                            |                            |  | 1 | Red Wings de Détroit   | 4                     |                       |  |   |                            |                            |                            |
|  |                                | 4                              | Blackhawks de Chicago          | 1 |                        |                            |                            |                            |  |   |                        |                       |                       |  |   |                            |                            |                            |
|  | 3                              | 4                              | Blackhawks de Chicago          | 1 | Blues de Saint-Louis   | 3                          |                            |                            |  |   |                        |                       |                       |  |   |                            |                            |                            |
|  | 3                              |                                |                                |   | Blues de Saint-Louis   | 3                          |                            |                            |  |   |                        |                       |                       |  |   |                            |                            |                            |
|  | 6                              | Canucks de Vancouver           | 4                              |   |                        |                            |                            |                            |  |   |                        |                       |                       |  |   |                            |                            |                            |
|  | 6                              | Canucks de Vancouver           | 4                              |   | 6                      | Canucks de Vancouver       | 0                          |                            |  |   |                        |                       |                       |  |   |                            |                            |                            |
|  |                                |                                |                                |   | 6                      | Canucks de Vancouver       | 0                          |                            |  |   |                        |                       |                       |  |   |                            |                            |                            |
|  |                                | 4                              | Blackhawks de Chicago          | 4 |                        |                            |                            |                            |  |   |                        |                       |                       |  |   |                            |                            |                            |
|  | 4                              | 4                              | Blackhawks de Chicago          | 4 | Blackhawks de Chicago  | 4                          |                            |                            |  |   |                        |                       |                       |  |   |                            |                            |                            |
|  | 4                              |                                |                                |   | Blackhawks de Chicago  | 4                          |                            |                            |  |   |                        |                       |                       |  |   |                            |                            |                            |
|  | 5                              | Maple Leafs de Toronto         | 3                              |   |                        |                            |                            |                            |  |   |                        |                       |                       |  |   |                            |                            |                            |

### Finale de Coupe Stanley
La finale de la Coupe Stanley 1995 oppose la meilleure équipe de la saison régulière, les Red Wings de Détroit aux Devils du New Jersey.
| 17 juin | Red Wings de Détroit | 1-2 (0-0, 1-1, 0-1) | Devils du New Jersey | Joe Louis Arena 19 875 spectateurs |

| Feuille de match | Feuille de match                                | Feuille de match | Feuille de match                                                                     | Feuille de match                     |
| ---------------- | ----------------------------------------------- | ---------------- | ------------------------------------------------------------------------------------ | ------------------------------------ |
|                  | Ciccarelli (Lidström, Coffey) — 33 min 8 s (SN) | 0-1 1-1 1-2      | Richer (Albelin, Broten) — 29 min 41 s (SN) Lemieux (MacLean, Chorske) — 43 min 17 s | Arbitrage : McCreary Murphy, Collins |
| Vernon           | Gardiens                                        | Brodeur          |                                                                                      | Arbitrage : McCreary Murphy, Collins |
|                  |                                                 |                  |                                                                                      | Arbitrage : McCreary Murphy, Collins |
| 17               | Tirs                                            | 28               |                                                                                      | Arbitrage : McCreary Murphy, Collins |

| 20 juin | Red Wings de Détroit | 2-4 (0-0, 1-1, 1-3) | Devils du New Jersey | Joe Louis Arena 19 875 spectateurs |

| Feuille de match | Feuille de match                                                                           | Feuille de match        | Feuille de match | Feuille de match                       |
| ---------------- | ------------------------------------------------------------------------------------------ | ----------------------- | --- | -------------------------------------- |
|                  | Kozlov (Ciccarelli, Fiodorov) — 29 min 17 s (SN) Fiodorov (Kozlov, Fetissov) — 41 min 36 s | 1-0 1-1 2-1 2-2 2-3 2-4 | MacLean (Niedermayer, Broten) — 29 min 40 s Niedermayer (Dowd) — 49 min 47 s Dowd (Chambers, Albelin) — 58 min 36 s Richer (Niedermayer) — 59 min 39 s (CV) | Arbitrage : Gregson Scapinello, Bonney |
| Vernon           | Gardiens                                                                                   | Brodeur                 | | Arbitrage : Gregson Scapinello, Bonney |
|                  |                                                                                            |                         | | Arbitrage : Gregson Scapinello, Bonney |
| 18               | Tirs                                                                                       | 23                      | | Arbitrage : Gregson Scapinello, Bonney |

| 22 juin | Devils du New Jersey | 5-2 (2-0, 2-0, 1-2) | Red Wings de Détroit | Meadowlands Arena 19 040 spectateurs |

| Feuille de match | Feuille de match | Feuille de match            | Feuille de match                                                                              | Feuille de match                   |
| ---------------- | --- | --------------------------- | --------------------------------------------------------------------------------------------- | ---------------------------------- |
|                  | Driver (Broten, MacLean) — 10 min 30 s (SN) Lemieux (Carpenter, Stevens) — 16 min 52 s Broten (Stevens, MacLean) — 26 min 59 s McKay (Holík, Driver) — 28 min 20 s Holík (Guerin, Richer) — 48 min 14 s (SN) | 1-0 2-0 3-0 4-0 5-0 5-1 5-2 | Fiodorov (Fetissov, Brown) — 56 min 57 s (SN) Yzerman (Sheppard, Lidström) — 58 min 27 s (SN) | Arbitrage : Fraser Collins, Murphy |
| Brodeur          | Gardiens | Vernon, Osgood              |                                                                                               | Arbitrage : Fraser Collins, Murphy |
|                  | |                             |                                                                                               | Arbitrage : Fraser Collins, Murphy |
| 31               | Tirs | 24                          |                                                                                               | Arbitrage : Fraser Collins, Murphy |

| 24 juin | Devils du New Jersey | 5-2 (2-2, 1-0, 2-0) | Red Wings de Détroit | Meadowlands Arena 19 040 spectateurs |

| Feuille de match | Feuille de match | Feuille de match            | Feuille de match                                                                     | Feuille de match                        |
| ---------------- | --- | --------------------------- | ------------------------------------------------------------------------------------ | --------------------------------------- |
|                  | Broten (Richer, Chorske) — 1 min 8 s Chambers (Driver, MacLean) — 17 min 45 s Broten (Niedermayer, Guerin) — 27 min 56 s Bryline (Rolston, Guerin) — 47 min 46 s Chambers (Bryline, Guerin) — 52 min 32 s | 1-0 1-1 1-2 2-2 3-2 4-2 5-2 | Fiodorov (Lapointe, Fetissov) — 2 min 3 s Coffey (Brown, Fiodorov) — 13 min 1 s (IN) | Arbitrage : McCreary Bonney, Scapinello |
| Brodeur          | Gardiens | Vernon                      |                                                                                      | Arbitrage : McCreary Bonney, Scapinello |
|                  | |                             |                                                                                      | Arbitrage : McCreary Bonney, Scapinello |
| 26               | Tirs | 16                          |                                                                                      | Arbitrage : McCreary Bonney, Scapinello |

La finale de la Coupe Stanley voit les Devils du New Jersey battre les Red Wings de Détroit sur le score de 4 matchs à 0. Le gardien de but des Devils, Martin Brodeur n'encaisse que 7 buts dans la série finale. Le dernier match a lieu au New Jersey et Neal Broten inscrit le but gagnant du match. Claude Lemieux remporte le trophée Conn-Smythe avec 13 buts marqués.

## Récompenses

### Trophées
| Trophée                      | Vainqueur                             | Équipe                                |
| ---------------------------- | ------------------------------------- | ------------------------------------- |
| Trophée Calder               | Peter Forsberg                        | Nordiques de Québec                   |
| Trophée Lester-B.-Pearson    | Eric Lindros                          | Flyers de Philadelphie                |
| Trophée Art-Ross             | Jaromír Jágr                          | Penguins de Pittsburgh                |
| Trophée Hart                 | Eric Lindros                          | Flyers de Philadelphie                |
| Trophée Conn-Smythe          | Claude Lemieux                        | Devils du New Jersey                  |
| Trophée Bill-Masterton       | Pat LaFontaine                        | Sabres de Buffalo                     |
| Trophée Frank-J.-Selke       | Ron Francis                           | Penguins de Pittsburgh                |
| Trophée Jack-Adams           | Marc Crawford                         | Nordiques de Québec                   |
| Trophée James-Norris         | Paul Coffey                           | Red Wings de Détroit                  |
| Trophée King-Clancy          | Joe Nieuwendyk                        | Flames de Calgary                     |
| Trophée Lady Byng            | Ron Francis                           | Penguins de Pittsburgh                |
| Trophée Lester-Patrick       | Joe Mullen, Brian Mullen, Bob Fleming | Joe Mullen, Brian Mullen, Bob Fleming |
| Trophée Vézina               | Dominik Hašek                         | Sabres de Buffalo                     |
| Trophée William-M.-Jennings  | Ed Belfour                            | Blackhawks de Chicago                 |
| Trophée plus-moins de la LNH | Ron Francis                           | Penguins de Pittsburgh                |

| Trophée                      | Équipe               |
| ---------------------------- | -------------------- |
| Trophée Clarence-S.-Campbell | Red Wings de Détroit |
| Trophée Prince de Galles     | Devils du New Jersey |
| Trophée des présidents       | Red Wings de Détroit |
| Coupe Stanley                | Devils du New Jersey |

### Équipes d'étoiles

#### Première et deuxième équipe
| Position       | Première équipe | Première équipe        | Deuxième équipe | Deuxième équipe        |
| Position       | Joueur          | Équipe                 | Joueur          | Équipe                 |
| -------------- | --------------- | ---------------------- | --------------- | ---------------------- |
| Gardien de but | Dominik Hašek   | Sabres de Buffalo      | Ed Belfour      | Blackhawks de Chicago  |
| Défenseur      | Chris Chelios   | Blackhawks de Chicago  | Raymond Bourque | Bruins de Boston       |
| Défenseur      | Paul Coffey     | Red Wings de Détroit   | Larry Murphy    | Penguins de Pittsburgh |
| Ailier gauche  | John LeClair    | Flyers de Philadelphie | Keith Tkachuk   | Jets de Winnipeg       |
| Centre         | Eric Lindros    | Flyers de Philadelphie | Alekseï Jamnov  | Jets de Winnipeg       |
| Ailier droit   | Jaromír Jágr    | Penguins de Pittsburgh | Theoren Fleury  | Flames de Calgary      |

#### Équipe des recrues
| Position       | Joueur         | Équipe                 |
| -------------- | -------------- | ---------------------- |
| Gardien de but | Jim Carey      | Capitals de Washington |
| Défenseur      | Kenny Jönsson  | Maple Leafs de Toronto |
| Défenseur      | Chris Therien  | Flyers de Philadelphie |
| Attaquant      | Peter Forsberg | Nordiques de Québec    |
| Attaquant      | Jeff Friesen   | Sharks de San José     |
| Attaquant      | Paul Kariya    | Mighty Ducks d'Anaheim |